# Távros (métro d'Athènes)
Távros (en grec moderne : Ταύρος) est une station de la ligne 1 du métro d'Athènes. Elle est située sur le territoire de la municipalité de Moscháto-Távros, dans la banlieue d'Athènes, en Grèce.

## Situation sur le réseau

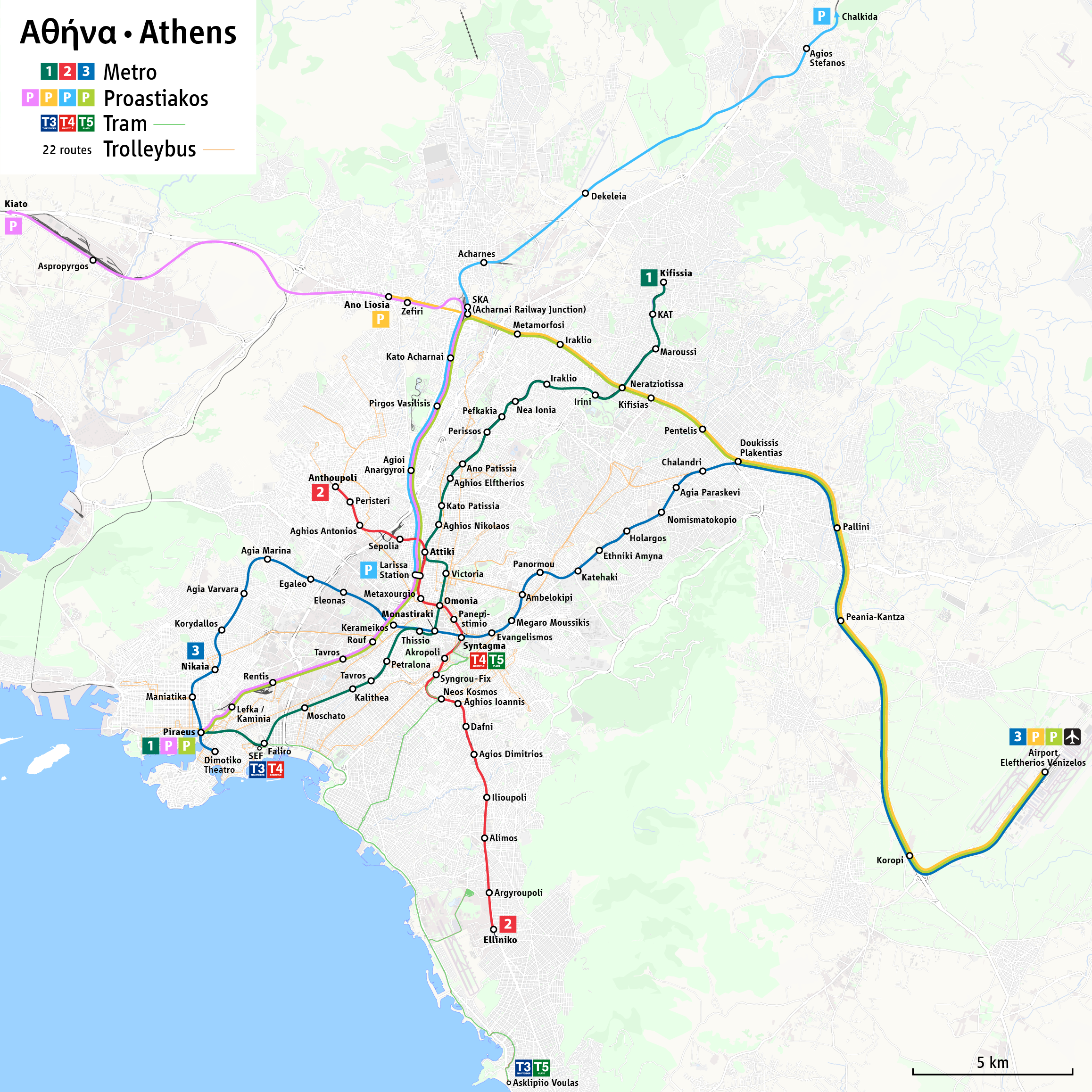
Plan des réseaux (2020)

Établie en aérien, la station Távros est située sur la ligne 1 du métro d'Athènes, entre la station Kallithéa, en direction du terminus Le Pirée, et la station Petrálona, en direction du terminus Kifissiá.
Elle est équipée, en direction du Pirée, d'une voie de retournement avec trottoir de manœuvre pour les trains locaux. Cette voie peut être utilisée comme garage aux heures creuses et peut accueillir deux rames de six voitures.

## Histoire
Située en surface, comme la plupart des stations de la ligne 1, elle appartient aux stations créées pour desservir les quartiers récemment développés de l'agglomération d'Athènes, l'autre étant la station KAT. Elle a été inaugurée le 6 février 1989 et comporte un quai central encadré par les deux voies de circulation. Le premier nom de la station « Távros » est dû à son emplacement dans la municipalité portant le même nom. Le second nom, Elefthérios Venizélos, rend hommage à l'homme politique grec et fondateur de la Grèce moderne.

## Services aux voyageurs

### Accès et accueil
La station est accessible depuis les deux côtés de la rue Thessaloníkis. Une passerelle située au milieu des quais, équipée d'ascenseurs et d'escaliers mécaniques permet l'interconnexion entre les deux quais.